# سارا واول
سارا واول ((به انگلیسی: Sarah Vowell)؛ زادهٔ ۲۷ دسامبر ۱۹۶۹) نویسنده، تاریخ‌نگار، روزنامه‌نگار، جستارنویس، مفسر اجتماعی، بازیگر و صداپیشه آمریکایی است. از مهم‌ترین کارهای هنری او، می‌توان به ایفای نقش در شگفت‌انگیزان، لطفاً کمک کنید، ای.سی.او.دی، آخر خط و دیزنی اینفنتی اشاره کرد.